# Falkenhagen (Mark)
Falkenhagen település Németországban, azon belül Brandenburgban. Lakosainak száma 684 fő (2023. december 31.).

## Népesség
A település népességének változása:
| Lakosok száma | 698  | 691  | 676  | 680  | 684  |
|               | 2017 | 2019 | 2021 | 2022 | 2023 |